# Bablerova oxidace
Bablerova nebo Bablerova-Daubenova oxidace je organická chemická reakce spočívající v oxidaci terciárních allylových alkoholů na enony pomocí chlorochromanu pyridinia (PCC):
Objevil ji James Babler v roce 1976 a William Dauben rozšířil v roce 1977 její použití na cyklické sloučeniny, čímž zvýšil její syntetickou využitelnost:
Výtěžnost reakce bývá vysoká (obvykle nad 75 %), její provedení je snadné a nemusí probíhat za nepřístupu vzduchu nebo zahřívání. Nedostatkem je vysoká toxicita chlorchromanu pyridinia.
Jako rozpouštědlo se nejčastěji používá dichlormethan nebo chloroform (CHCl3).
Tato reakce se stala krokem několika totálních syntéz, například morfinu.

## Mechanismus
Při Balerově oxidaci se nukleofilním atakem chlorochromanu na allylalkohol vytváří ester kyseliny chromové (1). Tento ester poté projde [3,3]-sigmatropním přesmykem za vzniku izomerního esteru (2). Oxidací tohoto meziproduktu se vytvoří α,β-nenasycený aldehyd nebo keton (3).

## Jiná činidla
Toxicita a karcinogenita PCC a skutečnost, že chromové sloučeniny znečišťují povrchové vody, vedly ke snaze nahradit jej jinými činidly. Úspěchy byly dosaženy například u N-oxoamonných solí odvozených od 2,2,6,6-tetramethylpiperidinu:
Používají se oxoamonné soli nekoordinujících aniontů, jako jsou tetrafluorboritany, chloristany, hexafluorfosforečnany a hexafluorantimoničnany. Oxidační činidlo se přidává v přebytku, obvykle 1,5 ekvivalentu.
Další možností je použití katalytického množství PCC a přebytku jiného oxidantu, kdy se chromová sloučenina zpětně oxiduje a vzniká katalytický cyklus. Nejčastějšími stechiometrickými činidly jsou di-terc-butylperoxid, kyselina jodoxybenzoová a jodistany.

## Oxidace sekundárních alkoholů
Bablerovy-Daubenovy oxidace sekundárních allylalkoholů jsou obtížněji řiditelné než u terciárních, protože se vedle požadovaného produktu (a) tvoří také vedlejší produkty (b) a (c):
Výtěžnost reakce vzhledem k a je nejvyšší, pokud se PCC používá jako kooxidant; největších výtěžků (50 až 70 % a) bylo dosaženo při použití kyseliny jodisté jako hlavního oxidačního činidla a 5 molárních % PCC.; rozpouštědlem byl přitom acetonitril namísto dichlormethanu.
Oproti terciárním alkoholům byly oxidace sekundárních úspěšné pouze u substrátů s aromatickými substituenty. Tato skutečnost, se silně kyselým prostředím v důsledku použití stechiometrického množství kyseliny jodisté, naznačuje že se původně vytvořený ester izomerizuje přes karbokation a nedochází k sigmatropní reakci, jako u terciárních alkoholů.